# زانثينول
زانثينول (بالإنجليزية: Xanthinol)‏ هو دواء محضر من ثيوفيلين يستخدم كموسع للأوعية. غالبًا ما يستخدم كملح مع النياسين (حمض النيكوتينيك)، المعروف باسم زانثينول نيكوتينات.